# 涸沢小屋

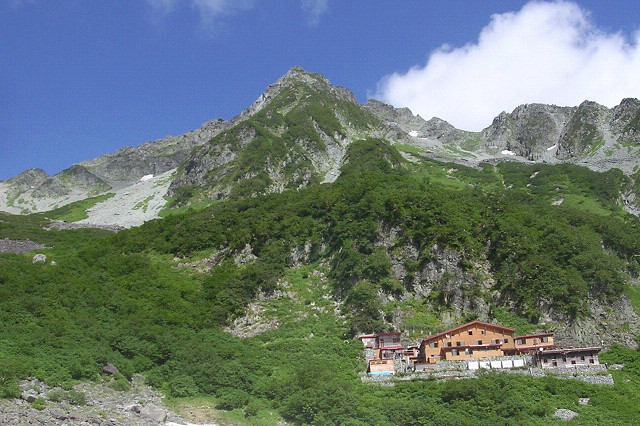
北穂高岳と涸沢小屋（2006年8月）

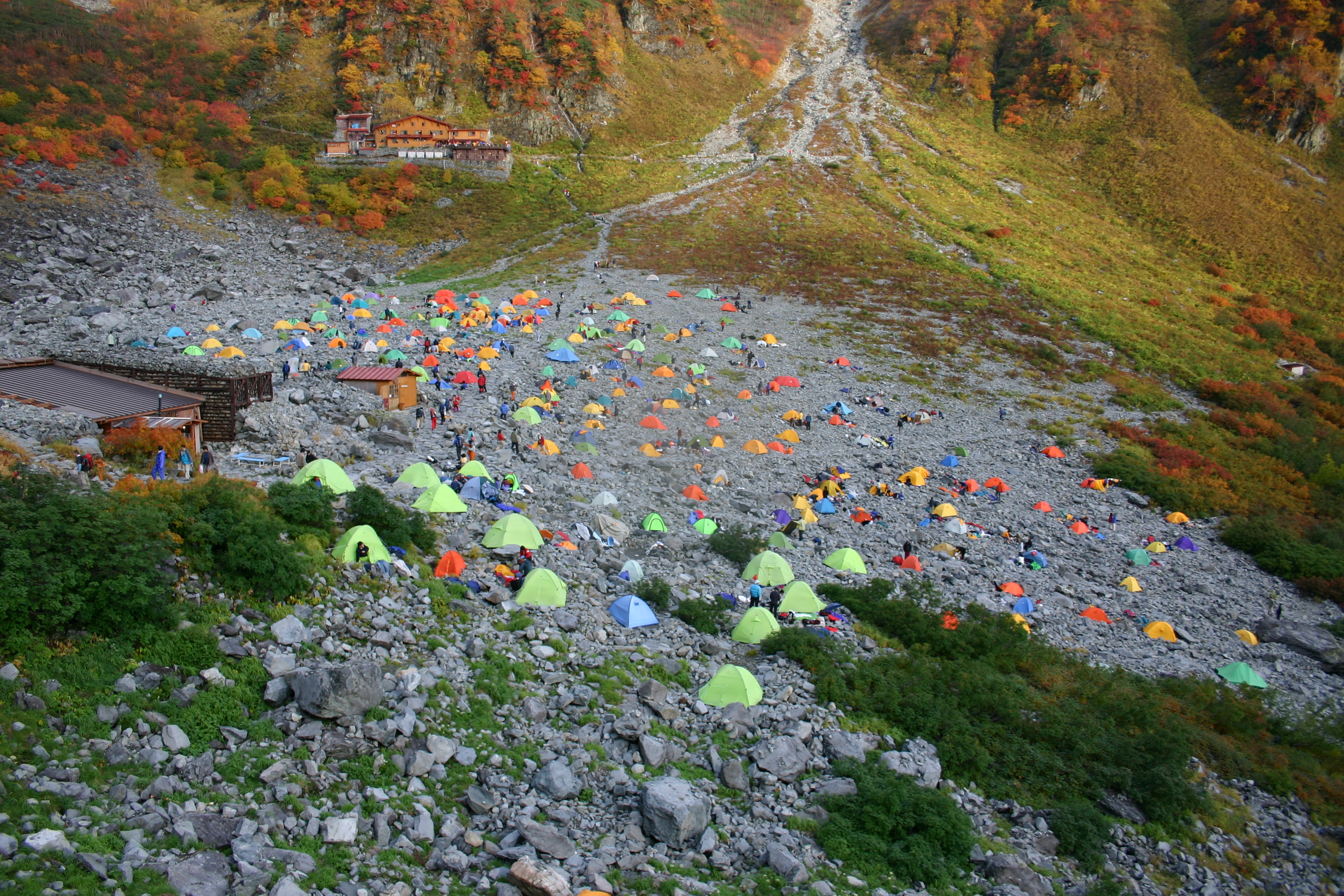
テントと涸沢小屋（2005年10月）

涸沢小屋（からさわごや）は、奥穂高岳のすその涸沢にある山小屋。涸沢カールの側面にある大岩の前に位置する。

## 概要
初代の小屋は上高地山案内人組合によって建設されて1939年（昭和14年）に開業。当初は組合の所有で、案内人であった奥原茂樹が管理人を務めた。1958年（昭和33年）には奥原に営業権が譲渡されたが翌年12月に奥原が急逝したため、息子の広次が2代目となって運営が続けられたものの、建物の老朽化に伴い1964年（昭和39年）に建て替えられた。この山小屋は以降36年間に渡って登山客の宿泊施設として利用されたのち、2000年（平成12年）秋から再度の改築が始められ、翌2001年（平成13年）7月20日に新装オープンしている。奥原広次は52年に渡って涸沢小屋の主人として登山者に親しまれたが2011年（平成23年）5月に亡くなり、現在は芝田洋祐が3代目の主人を務める。

## 小屋のデータ
- 営業期間
  - 4月27日から11月初旬まで
  - 収容人数 約100人

料金などは公式サイト参照。

## 所在地
- 〒390-1502 長野県松本市安曇776-1

## 近隣の山小屋
- 涸沢ヒュッテ
- 穂高岳山荘
- 北穂高小屋